# Браднелл-Брюс, Джордж, 2-й маркиз Эйлсбери
Джордж Уильям Фредерик Браднелл-Брюс, 2-й маркиз Эйлсбери  (англ. George William Frederick Brudenell-Bruce, 2nd Marquess of Ailesbury; 20 ноября 1804 — 6 января 1878) — британский аристократ, либеральный политик и придворный. Он носил титул учтивости — лорд Брюс с 1814 по 1821 год и граф Брюс  с 1821 по 1856 год.

## История и образование
Родился 20 ноября 1804 года на Лоуэр-Гросвенор-стрит, Лондон. Старший сын Чарльза Браднелла-Брюса, 1-го маркиза Эйлсбери (1773—1856), и его первой жены, достопочтенной Генриетты Мэри Хилл (1773—1831), старшей дочери Ноэля Хилла, 1-го барона Бервика . Старший брат Эрнеста Браднелла-Брюса, 3-го маркиза Эйлсбери, и сводный брат лорда Чарльза Браднелла-Брюса. Он был крещён в соборе Святого Георгия на Ганновер-сквер, его крёстными родителями были король Великобритании Георг III и королева Шарлотта. Он получил образование в Итонском колледже и Крайст-Черче, Оксфорд.
4 января 1856 года после смерти своего отца Джордж Браднелл-Брюс унаследовал титулы 2-го маркиза Эйлсбери, 3-го графа Эйлсбери, 2-го графа Брюса из Уорлтона и 2-го виконта Савернейка.
28 марта 1868 года после смерти своего троюродного брата, Джеймса Браднелла, 7-го графа Кардигана (1797—1868), Джордж Браднелл-Брюс унаследовал титулы 8-го графа Кардигана, 8-го барона Браднелла из Стонтона и 8-го баронета Браднелла из Дина.

## Карьера
Джордж Браднелл-Брюс был избран в Палату общин Великобритании в 1826 году, представляя Мальборо в качестве члена парламента до 1829 года. 10 июля 1838 года он был вызван в Палату лордов через приказ об ускорении в дочернем титуле своего отца 4-го барона Брюса из Тоттенхэма. Он был назначен помощником йоменри королевы Виктории в 1857 году и был включён в состав Тайного совета в 1859 году. Маркиз Эйлсбери занимал должность шталмейстера в правительствах лорда Палмерстона и лорда Рассела с 1859 по 1866 год. Ранее он был заместителем лейтенанта, он стал лордом-лейтенантом графства Уилтшир в 1863 году . 25 мая 1864 года он был посвящён в рыцари Ордена Подвязки. С 1868 по 1874 год он вторично занимал пост шталмейстера в правительстве Уильяма Эварда Гладстона.

## Семья
11 мая 1837 года в соборе Святого Георгия на Ганновер-сквер лорд Эйлсбери женился на леди Мэри Герберт (22 марта 1813 — 20 января 1892), третьей дочери Джорджа Герберта, 11-го графа Пембрука (1759—1827), и Екатерины Воронцовой (1783—1856). Их брак оказался бездетным.
Маркиз Браднелл-Брюс скончался в 1878 году в возрасте 73 лет в Локеридж-хаусе, недалеко от Мальборо, графство Уилтшир, и был похоронен там же. Поскольку у него не было потомства, его титулы унаследовал его младший брат Эрнест Браднелл-Брюс, 3-й маркиз Эйлсбери. Маркиза Эйлсбери умерла на 78 Пэлл-Мэлл, Лондон, в январе 1892 года, в возрасте 78 лет.